# Gérard Houllier
Gérard Paul Francis Houllier (Thérouanne, 3 september 1947 - Parijs, 14 december 2020) was een Frans voetbaltrainer en voetballer, maar speelde nooit op professioneel niveau.
Hij was onder anderen trainer bij Paris Saint-Germain, RC Lens en Liverpool (aanvankelijk met Roy Evans), waarmee hij in 2001 de UEFA Cup won. Daarna stond hij aan het roer bij Olympique Lyonnais. Met die club veroverde hij twee landstitels.
Als opvolger van Michel Platini was Houllier korte tijd bondscoach van Frankrijk in 1992/93. Hij stapte op nadat de nationale ploeg er onder zijn leiding niet in geslaagd was zich te plaatsen voor het WK voetbal 1994 in de Verenigde Staten.
Als laatst was Houllier actief in de Premier League bij Aston Villa, waar hij aan het eind van seizoen 2010/11 opstapte vanwege gezondheidsproblemen. Daardoor miste hij al de laatste vijf duels van de competitie. Hij werd opgevolgd door de Schot Gary McAllister.

## Overlijden
Houllier overleed op 14 december 2020 op 73-jarige leeftijd aan complicaties na een hartoperatie.

## Erelijst
Als trainer
 Paris Saint-Germain
- Division 1: 1985/86

 Liverpool
- FA Cup: 2000/01
- Football League Cup: 2000/01, 2002/03
- FA Charity Shield: 2001
- UEFA Cup: 2000/01
- UEFA Super Cup: 2001

 Olympique Lyon
- Ligue 1: 2005/06, 2006/07
- Trophée des Champions: 2005, 2006

 Frankrijk onder 18
- Europees kampioenschap onder 18: 1996

Individueel
- Europees Coach van het Jaar: 2001
- World Soccer World Manager of the Year: 2001
- Onze d'Or Coach van het Jaar: 2001
- Ligue 1 Coach van het Jaar: 2007
- Premier League Manager of the Month: december 1999, maart 2002, oktober 2002

Eretitels
- Chevalier of the Légion d'honneur: 2002